# Colle d'Orano
Colle d'Orano è una località che dista 6,18 chilometri dal capoluogo di comune, Marciana, a cui appartiene, sulla parte della costa occidentale dell'isola d'Elba denominata Costa del Sole. Il toponimo, attestato soltanto dal XIX secolo, risulta corrotto da una probabile forma originaria; il linguista Remigio Sabbadini, nel 1920, lo fece derivare dal nome personale latino Aurianus. Non distante dal paese si trova la formazione rocciosa chiamata Cote Molla.

## Il borgo
Il borgo sorge su di un colle che si affaccia verso la Corsica e l'isola di Capraia, nel punto più ad ovest di tutta l'isola. È abitato da 76 residenti e sorge a 140 metri di altitudine: è infatti l'unico della Costa del Sole che non si trova sul mare. L'abitato è immerso nel verde; infatti è per gran parte all'interno del Parco Nazionale dell'Arcipelago Toscano, dove domina il verde della rigogliosa macchia mediterranea. Il cuore del paese è tutto attorno alla piccola Chiesa di Santa Maria Ausiliatrice (XVIII secolo) che si affaccia sulla piazzetta principale.

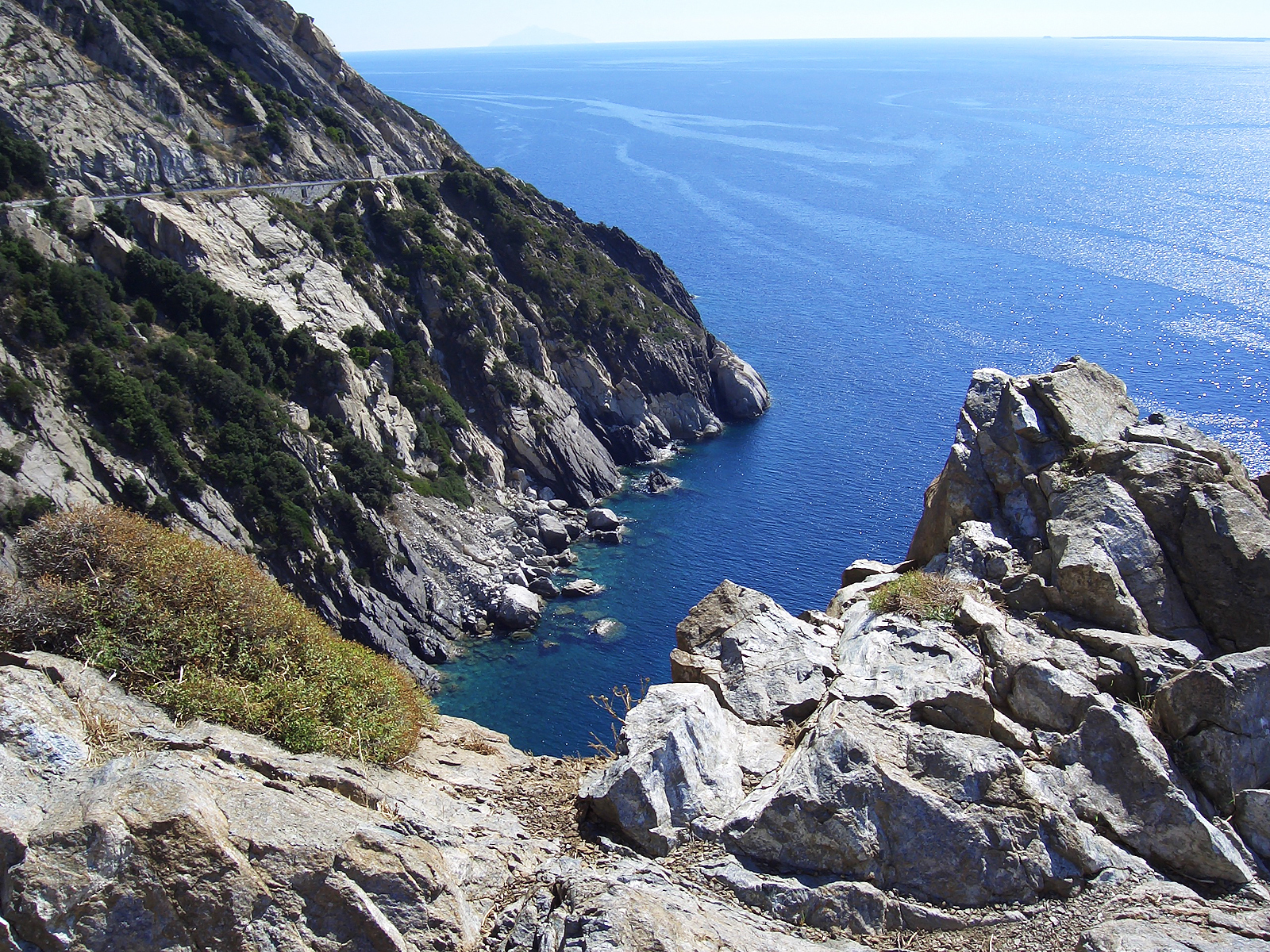
La costa fra Colle d'Orano e Chiessi

## Turismo
Il turismo che interessa il paese di Colle d'Orano è un turismo di nicchia; qui, anche in alta stagione, la presenza turistica non è altissima. Il paese si trova infatti nella zona meno turistica della Costa del Sole.

### Le spiagge
La spiaggia del paese, Le Buche, è raggiungibile a piedi da 2 sentieri che partono dal paese. Qui il mare è limpido e i fondali risultano essere ideali sia per lo snorkeling sia per il diving.
Altre spiagge non molto lontane sono quelle di Patresi, che dista all'incirca 2 km e quella presso la località di Sant'Andrea, a 3,5 km.

### I sentieri
Colle d'Orano viene scelta in bassa stagione anche dagli amanti del trekking e bicicletta. Da qui infatti partono diversi sentieri, alcuni verso Patresi, altri verso il Troppolo che continuano poi verso Marciana (Santuario della Madonna del Monte e Monte Capanne), o verso Chiessi e Pomonte. Infatti dal paese parte la Via delle Essenze che attraversa tutta la Costa del Sole, arrivando fino alla baia di Cavoli.